# Vanföreställning
Vanföreställning är en psykiatrisk term för ett kognitivt symtom som yttrar sig i felaktiga föreställningar om sig själv eller omvärlden (personer eller händelser). Många individer har någon objektivt felaktig åsikt, men för att i psykiatrisk bemärkelse konstatera en vanföreställning krävs att åsikten är uppenbart orimlig även för personer med liknande bakgrund och att den hävdas helt inflexibelt. 
Om en individ, som har orimliga uppfattningar, inte kan övertygas om att dessa är falska genom att någon framlägger rationella belägg föreligger en vanföreställning. En vanföreställning är tecken på en psykisk störning av funktionell (psykisk) eller symtomatisk art (drogutlöst eller utlöst av en organisk sjukdom). Vanföreställningar brukar handla om att tro sig vara förföljd (paranoia), om svartsjuka, att ha storhetsvansinne, att kroppen förändras eller är styrd, eller att man har en sjukdom. Bisarra vanföreställningar syftar på åsikter som, förutom att vara uppenbart orimliga, även omöjligen skulle kunna föreligga baserat på tillgänglig vetenskaplig information (exempelvis upplevelser som involverar utomjordiska väsenden). Vanföreställningar förekommer vid kroppslig sjukdom men kanske främst vid psykiatrisk sjukdom som schizofreni eller vanföreställningssyndrom, där vanföreställningarna ofta fungerar förklarande för personen (till exempel angående hallucinationer).
Vanföreställningar kan vid svåra psykiska störningar uppträda ensamma eller i system. En särskild form av vanföreställning är inducerat vanföreställningssyndrom, folie à deux, där psykos anges kunna sprida sig.

## Etymologi
Begreppets ursprung och betydelseutveckling kan hänföras till förledet van-, 'illa, felaktig'. Det förekommer i många förbindelser, såsom vanartig, vanhedra, vansköta, vanför, vantro, osv och anger där den fullständiga motsatsen till den angivna (positiva) egenskapen.

## Definition och klassifikation
Filosofen och psykiatern Karl Jaspers var först i modern tid med att definiera de tre huvudkriterierna för att en uppfattning skulle anses som vanföreställning i sin bok 1917 General Psychopathology. Där anges:
- visshet (hävdad med absolut övertygelse).
- oförbätterlighet (icke förändringsbar med tvingande motargument eller bevis för motsatsen)
- omöjlighet eller innehållsmässig felaktighet (osannolik, bisarr eller uppenbart lögnaktig)

Dessa kriterier används fortfarande i modern psykiatrisk diagnos, likartat formulerade i Diagnostic and Statistical Manual of Mental Disorders, även om det även finns invändningar redan av Jaspers själv.

## Typer
Vanföreställningar kan vara primära eller sekundära. Primära vanföreställningar kännetecknas av att de uppstår utan att andra personer kan förstå bakgrunden till förvillelserna. En person kan ha vanföreställningen att den är förföljd av en liga som trakasserar personen på olika subtila sätt. Ursprunget till sekundära vanföreställningar är lättare att förstå för andra personer. Den drabbade personen kan ha hörselhallucinationer med hotfulla röster, vilket medför att personen känner sig förföljd. 
Vanföreställningar brukar grupperas i fyra skilda kategorier:
Bisarr vanföreställningEn vanföreställning som är mycket egendomlig och fullständigt oantaglig; exempelvis att utomjordingar har avlägsnat den angripna personens hjärna.
Icke-bisarr vanföreställningEn vanföreställning som, även om den är falsk, åtminstone är möjlig. Exempelvis kan den drabbade felaktigt tro att den är under konstant (polis)övervakning.
Stämningskongruent vanföreställningEn godtycklig vanföreställning, innehållsmässigt förenlig med antingen ett depressions- eller maniskt tillstånd, till exempel en deprimerad person som tror att nyhetsankare på TV verkligen ogillar den som tittar eller att en person i ett maniskt tillstånd kan tro att den är en mäktig gudom.
Stämningsneutral vanföreställningEn vanföreställning som inte relaterar till den lidandes känslomässiga tillstånd; exempelvis är en uppfattning om att en extra lem håller på att växa ut i ens nacke neutral gentemot såväl depression som mani.

## Förekomst
Vanföreställningar förekommer vid många psykossjukdomar som schizofreni, vanföreställningssyndrom, alkoholdelirium och missbruk av narkotika som amfetamin, kokain eller cannabis. Vanföreställningar är också vanliga vid demenstillstånd såsom Alzheimers sjukdom. Vanföreställningar och vantolkningar kan också uppkomma vid hög feber.
Vanföreställningarna kan upplevas väldigt olika hos personer beroende på sjukdomstillstånd. Personer med psykossjukdomar av paranoid karaktär, paranoida psykoser, upplever ofta saker som har direkt anknytning till aktuella händelser, fast i förändrad form. Under kalla kriget kretsade inte sällan vanföreställningar hos människor med paranoia kring att de var förföljda av KGB, CIA eller Stasi. Likaså förekom det efter mordet på Olof Palme människor med vanföreställningar som upplevde att de på något vis var delaktiga i detta drama. Den som drabbats kan misstolka andra människors blickar eller talesätt och uppfatta att detta har en speciell betydelse. Grannar som exempelvis spolar sin toalett nattetid kan upplevas vara i maskopi med någon hemlig organisation eller liknande. Personer med missbruksproblem upplever ofta vanföreställningar relaterade till missbruket, exempelvis att man ser poliser överallt (så kallad "snutnoja").
Det finns även vanföreställningar av sexuell natur. Inom psykiatrin pratar man ibland om "paranoia erotica". Detta innebär att den sjuke upplever att en annan person, oftast någon så kallad offentlig person, är förälskad i den som upplever detta. Ibland går det så långt att den sjuke söker upp den personen för att få sin upplevda kärlek besvarad. Vanföreställningar av mer sagolik karaktär, eller Science fictionkaraktär, förekommer också. Svårt psykossjuka kan även uppleva att de kan förändra världen, andra personers beteende eller till och med väderleken på telepatisk väg, eller genom magiskt tänkande eller magiska handlingar.
Viktigt att notera är att en person med vanföreställningar inte ljuger. Personen upplever dessa vanföreställningar som verkliga händelser eller skeenden. Personen behöver ett respektfullt bemötande, samtidigt som vanföreställningen inte bejakas. Vårdaren bör bemöta och ifrågasätta, väl medveten om att den drabbade verkligen känner att vanföreställningen är en verklighet.

## Diagnostik
Diagnos ställs utifrån de kriterier som beskrivits och den drabbades eventuella grundsjukdom. Om sådan saknas får man överväga om det kan röra sig om ett vanföreställningssyndrom.

## Behandling
Hur vanföreställningar behandlas beror likaså på den drabbades grundsjukdom. Schizofreni behandlas till exempel med läkemedel mot psykos, neuroleptika, och alkoholdelirium med lugnande medel och sömnmedel. Vanföreställningar som inte innebär något obehag för den drabbade behandlas vanligtvis inte.

## I kulturen
Vanföreställningar förekommer i media. Hur mycket vanföreställningen påverkar berättelsens handling varierar. I några fall är det mer normaliserade vanföreställningar, exempel på det kan vara att en person misstänker starkt att dennes partner är otrogen eller att ett barn har en låtsaskompis. I andra fall har det en större påverkan, exempelvis kan en karaktär tro sig vara någon helt annan. Nedan finns några exempel på kända vanföreställningar inom media:
- Selma Lagerlöfs roman Kejsarn av Portugallien som gavs ut 1914 berättar om torparen Jan och hans otroliga kärlek till sin dotter Klara. Klara flyttar en dag till Stockholm och hör aldrig av sig till sin pappa. Jan blir deprimerad av saknad och målar upp en värld där Klara har blivit kejsarinna i ett land som heter Portugallien och han själv är kejsare. Han lever sig in i rollen och ser sig själv som en mäktig man i den lilla värmländska byn Skrolycka.[9] Detta är ett fall av megalomani, en vanföreställning där Jan vänder upp och ned på verkligheten och förändrar synen på sig själv och sin dotter.

- En världskänd berättelse som kretsar kring vanföreställningar är den spanska romanen från början av 1600-talet Don Quijote. Don Quijote är en spansk adelsman som fördriver mycket tid med att läsa historier om de gamla riddarna och deras kamper mot ondska. Han bestämmer sig för att själv bli en sådan kämpe och anlitar en enkel bonde vid namn Sancho Panza. De beger sig ut på äventyr, och när de kommer fram till ett par väderkvarnar är Don Quijote övertygad om att de är farliga monster och att det är hans plikt som riddare att döda dem. Det slutar illa och han fastnar i en av vingarna.[10]